# Esfera integradora

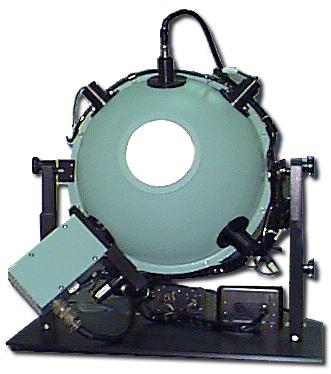
Modelo comercial de um esfera integradora: pode ser utilizado para calibrar fotômetros, dispositivos de carga acoplada e radiômetros

A esfera integradora é o instrumento óptico capaz de medir fluxo luminoso e calibrar dispositivos que respondam ao espectro luminoso, visível ou não. Pode possuir tamanho variado dependendo da aplicação e é comumente encontrada em laboratórios na indústria de opto eletrônica.

## Estrutura
A estrutura básica desse tipo de instrumento é uma esfera oca, podendo seu diâmetro variar de algumas dezenas de centímetros a alguns metros. Distribuídas pela superfície da esfera encontram-se aberturas cuja área total não seja maior do que 5% da área total da esfera, essas aberturas servem para permitir a entrada ou saída de luz, e posicionar os sensores ou amostras. O número de aberturas em uma esfera varia de acordo com sua utilização. Ainda na parte externa uma esfera mais elaborada pode conter amplificadores de sinal, filtros de frequência e outros periféricos.
A parte interna da esfera é inteiramente oca e revestida por um material difusor que permite uma iluminação homogênea do interior da esfera. É comum a presença de barreiras (em inglês, baffle) fixadas às paredes da esfera de maneira a bloquear a exposição direta do sensor à fonte luminosa e reduzir a possibilidade de uma medida não homogênea.

### Revestimento

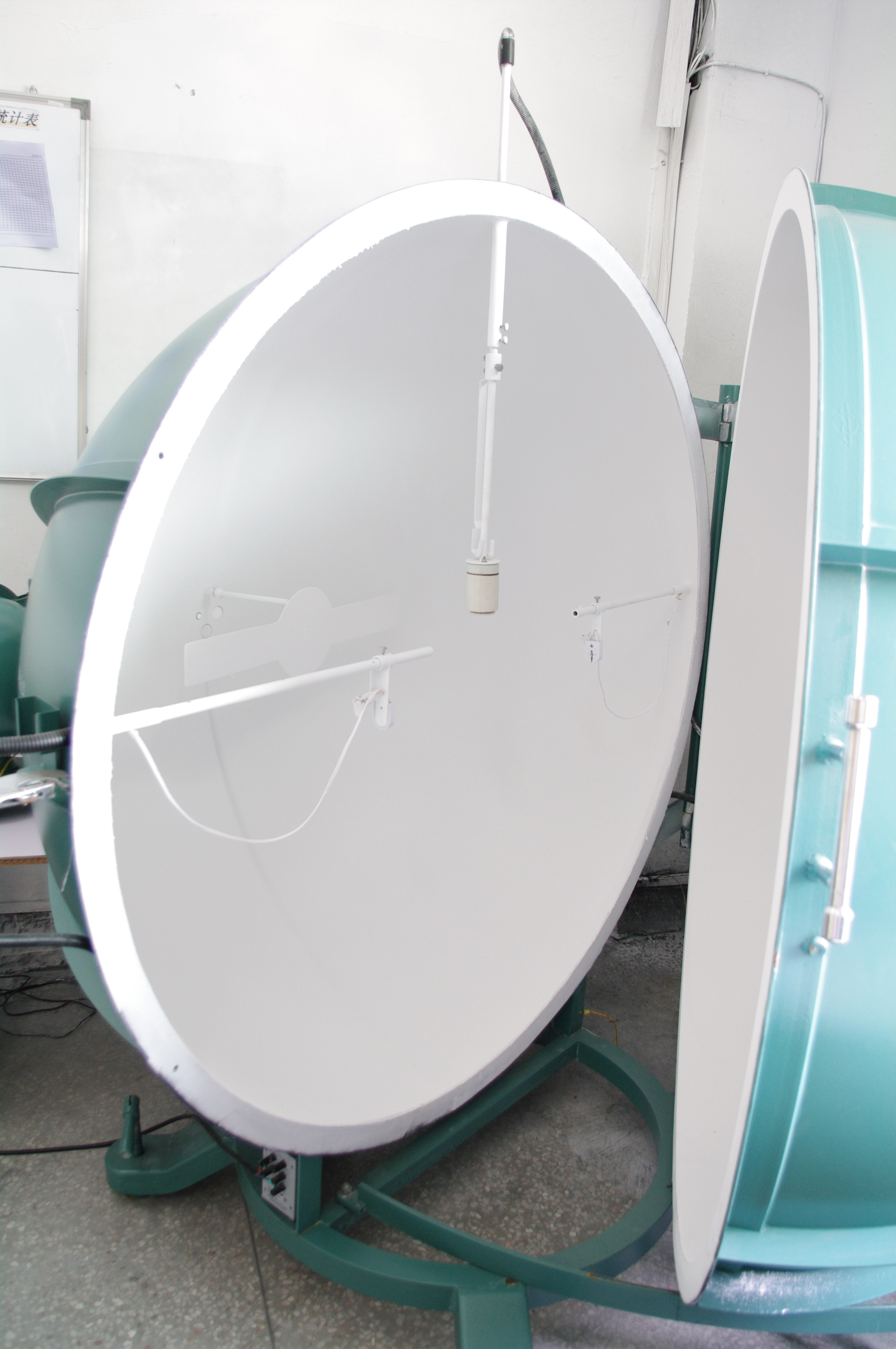
Interior da esfera: pode-se ver a tinta usada no revestimento assim como a barreira em frente ao sensor

Uma das partes cruciais para um bom desempenho de uma esfera integradora é o revestimento das paredes internas. A tinta branca serve como difusor, isto é, a luz incidente não é refletida diretamente e sim espalhada em todos os ângulos, de maneira que o ambiente dentre da esfera seja igualmente iluminado.
Os materiais mais comumente empregados como revestimento são Politetrafluoretileno (PTFE, conhecido pelo nome comercial teflon) e Sulfato de bário (BaSO4).

## Funcionamento
O princípio de funcionamento da esfera integradora é de que, dada uma iluminação homogênea, a iluminação indireta (E) em seu interior será proporcional ao fluxo luminoso (Φ) da fonte. Considerando uma esfera de raio R cujo interior esteja iluminado homogeneamente e além disso que todas as reflexões sucessivas de um raio luminoso tenham o mesmo coeficiente reflexivo(ρ) pode-se descrever a iluminação na esfera após a primeira reflexão (E1) por:
{\displaystyle E_{1}={\frac {\rho \Phi }{4\pi R^{2}}}}
Levando em consideração que todas reflexões possuem o mesmo ρ é natural descrever E2 como:
{\displaystyle E_{2}={\frac {\rho ^{2}\Phi }{4\pi R^{2}}}}
Assim sucessivamente para todas as reflexões, de maneira que a iluminação total (E), após n reflexões será dada por:
{\displaystyle E=\sum \limits _{i=1}^{n}E_{i}={\frac {\Phi }{4\pi R^{2}}}\times {\frac {\rho }{1-\rho }}}
Pode-se facilmente invertar a equação e escrever o fluxo Φ:
{\displaystyle \Phi =k\cdot E}
Esse resultado é valido para um esfera sob condições ideais e na prática pode-se tomar alguns cuidados na medição para que o relação entre a iluminação medida e o fluxo calculado seja o mais linear possível:
- Um revestimento uniforme tal que o coeficiente ρ seja o mesmo em toda a esfera
- Uma barreira deve evitar a exposição direta do sensor à fonte para evitar a iluminação direta
- Manter as aberturas para os sensores as menores possíveis em relação à área total da esfera

Outro detalhe interessante é que em momento algum foi preciso especificar a posição da fonte luminosa, sendo assim pode-se ajustar a sua localização sobre a superfície da esfera conforme o necessário.

## Aplicações
Uma qualidade da esfera integradora é que o mesmo instrumento pode ser usado para fazer diferentes medidas. Muitas vezes, no entanto, é necessário adaptar a configuração das aberturas e por isso algumas esferas acompanham tampões que facilitam esse processo.

### Determinação do fluxo luminoso de uma fonte
Certamente sua aplicação mais direta. Utiliza-se uma esfera integradora previamente calibrada para determinar o fluxo desconhecido de uma fonte. Para obter-se resultados só é necessário uma fonte e um fotômetro acoplados à estrutura da esfera.

### Medidas de transmitância e refletância de uma amostra

Configurações para a realização das medidas de transmitância (em inglês, transmittance) e refletância (em inglês, reflectance). Em azul as amostras de teste (em inglês, Test sample).

Posicionando uma amostra na entrada junto à fonte luminosa pode-se descobrir sua transmitância comparando as duas medidas de fluxo com e sem a amostra presente. Se a mesma amostra for posicionada em uma das outras aberturas no interior da esfera é possível medir a sua refletância, também por comparação. As duas configurações podem ser vistas na imagem.

### Calibração de outros dispositivos
Utilizando o interior da esfera como uma fonte luminosa perfeitamente homogênea é possível calibrar CCDs e outros sensores luminosos. Em sensores fotográficos é comum o uso de esferas integradoras para calibrar o balanço do branco.